# جيسيكا كريسب
جيسيكا كَريسب (بالإنجليزية: Jessica Crisp)‏ وهيَ مُتسابقة رُكوب قوارب شراعية أُسترالية. وُلدت جيسيكا في 19 أيلول 1969، وهيَ تَعيش حالياً في مدينة سيدني الأُسترالية.
مَثلت جِيسيكا أٌستراليا للمرة الأولى في أولمبياد لوس أنجيلوس في عام 1984 حَيثُ في ذلك الوَقت كانت رياضة رُكوب قوارب شراعية رِياضة استعراضية (بالإنجليزية: Demonstration sport)‏، وفي عامي 1993 وَ1994 فازَت جيسيكا بِلَقب بَطُولة العالم في رابِطة المتركمجين المُحترفين، كما مَثلت جيسيكا أستراليا في سيدني وأثينا وَبكين وَأيضاً في ألعاب لندن الأُولمبية.
حَصلت جيسيكا على مِنحة المَعهد الأُسترالي الرياضي (Australian Institute of Sport).

## المَراجع
1. 1 2  Olympedia (بالإنجليزية), 2006, QID:Q95606922
2. ↑  الألعاب الأولمبية الصيفية 2012-لندن [وصلة مكسورة] نسخة محفوظة 16 مارس 2016 على موقع واي باك مشين.

## روابط خارِجية
- AOC website.
- Australian Institute of Sport.

## وصلات خارجية
- جيسيكا كريسب على موقع الاتحاد الدولي للملاحة الشراعية (موقع جديد) (الإنجليزية)
- جيسيكا كريسب على موقع الاتحاد الدولي للملاحة الشراعية (موقع قديم) (الإنجليزية)
- جيسيكا كريسب على موقع اللجنة الأولمبية الدولية (الإنجليزية)
- جيسيكا كريسب على موقع أوليمبيديا (الإنجليزية)
- جيسيكا كريسب على موقع اللجنة الأولمبية الأسترالية (الإنجليزية)